# Малый Емех
Малый Емех — река в России, протекает по Нижнетуринскому городскому округу Свердловской области. Устье реки находится в 8,6 км по левому берегу реки Емех. Длина Малого Емеха составляет 17 км. В среднем течении реки расположен посёлок Платина.

## Данные водного реестра
По данным государственного водного реестра России, Малый Емех относится к Иртышскому бассейновому округу, водохозяйственный участок реки — Тура от истока до впадения реки Тагил, речной подбассейн Тобола, речной бассейн Иртыша.
Код объекта в государственном водном реестре — 14010501212111200004633.